# マジシャンMH
マジシャンMHは、日本のプロマジシャン・マジッククリエイターである。本名は濱口大輝。中学生の頃にマジック制作を始め、テレビやSNSを中心に様々なマジックを送り出している。

## 代表作品
- ONE second paper crane（一枚の折り紙が、一瞬で折り鶴に変化する。）
- 123 DIAMONDS（3のダイヤのダイヤが瞬間的に消失し、一つずつ復活していく。）
- EROSION CHANGE（赤色のカードが4段階で青色のカードに変化し、振ると赤色に戻る。）
- THE IMPOSSIBLE CARD INTERSECTION（色の違うカードが、貫通する。）
- HUNGRY ANGRY（青色のカードが怒り、赤色に変化し、褒められると緑色に変化する。）